# Complement a u
El complement a u d'un nombre binari N s'obté al canviar cada un dels seus elements pel seu complementari, és a dir, canviar els uns per zeros i els zeros per uns. Per exemple:
Si {\displaystyle N=10110101101010101110}
el seu complement a u és: {\displaystyle C_{1}^{N}=01001010010101010001}
El complement a u també es pot definir com una unitat menor que el seu complement a dos, és a dir:
{\displaystyle C_{1}^{N}=C_{2}^{N}-1} i, per la mateixa raó, {\displaystyle C_{2}^{N}=C_{1}^{N}+1}
Per exemple, calculem el complement a 1 del nombre 45 que, expressat en binari (101101), té 6 dígits:
{\displaystyle N=45}; {\displaystyle n=6}; {\displaystyle 2^{6}=64}
el seu complement a dos és: {\displaystyle C_{2}^{N}=64-45=19=010011_{2}}
i, el seu complement a u és una unitat més petit:
```
010011
-000001
-------
010010
```